# بيتزوني
بيتزوني هي بلدية في مقاطعة إزرنية في منطقة مليزة بجنوب إيطاليا، على بعد حوالي 50 كيلومتر (31 ميل) غرب كمبباسة وحوالي 20 كيلومتر (12 ميل) شمال غرب إزرنية.